# San José Buenavista
San José Buenavista es una localidad del estado mexicano de Guerrero. Es parte del municipio de Alpoyeca.

## Toponimia
El nombre «San José» hace referencia al santo patrono de la localidad: José de Nazaret.

## Demografía
| Gráfica de evolución demográfica |
|                                  |

| Censo | Población |
| ----- | --------- |
| 1921  | 313       |
| 1930  | 312       |
| 1940  | 241       |
| 1950  | 397       |
| 1960  | 505       |
| 1970  | 504       |
| 1980  | 768       |
| 1990  | 878       |
| 2000  | 1 007     |
| 2010  | 990       |
| 2020  | 1 214     |